# Ärzteblatt für Niedersachsen

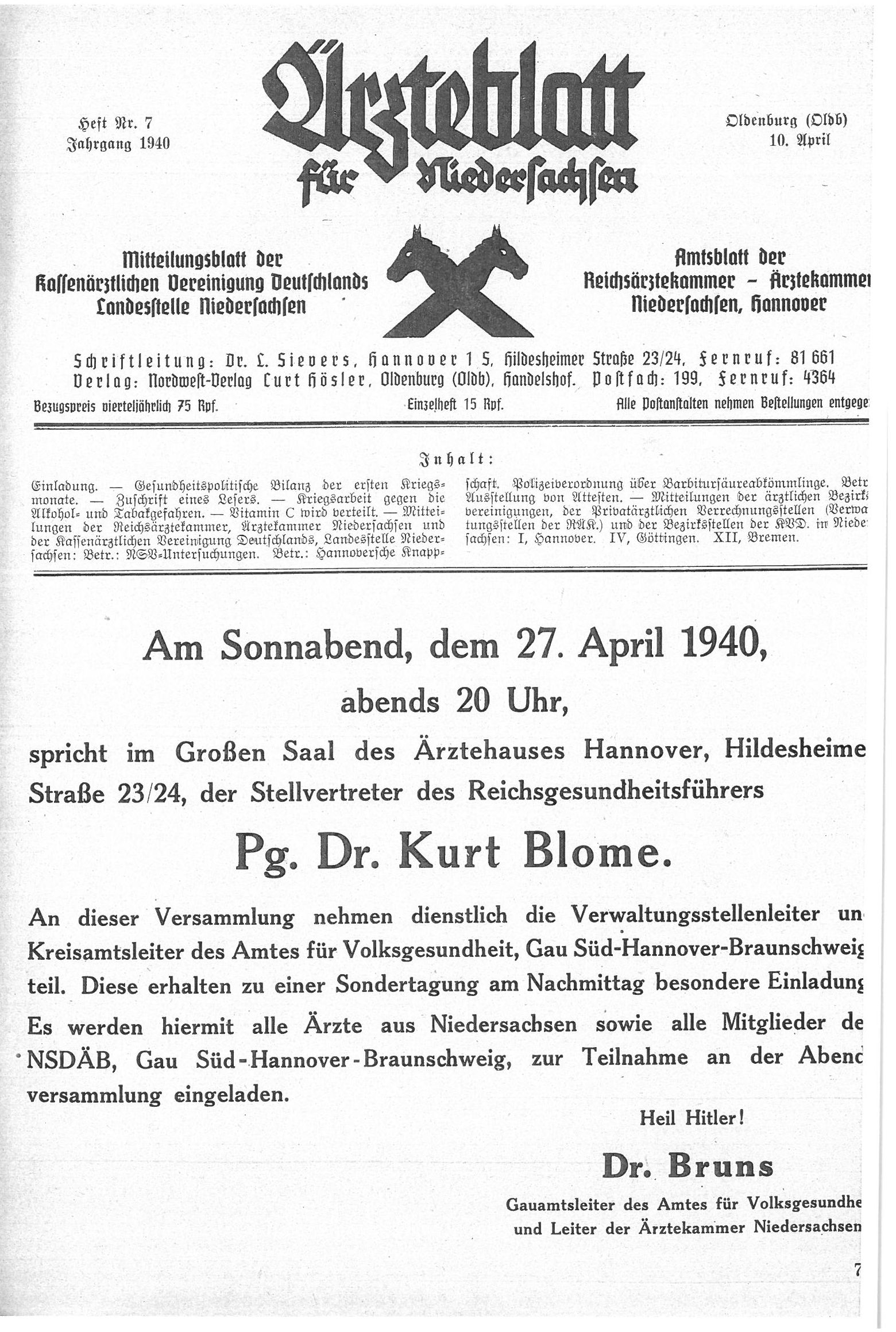
Ärzteblatt für Niedersachsen 1940

Das Ärzteblatt für Niedersachsen war eine zur Zeit des Nationalsozialismus erscheinende Zeitschrift und laut ihrem Untertitel zugleich das „Mitteilungsblatt der Kassenärztlichen Vereinigung Deutschlands, Landesstelle Niedersachsen.“
Das von 1934 bis in das Kriegsjahr 1941 bei Büttner in Oldenburg (Oldb) und anderen Verlagen erschienene Periodikum setzte sich aus den Vorgänger-Blättern Ärztlichen Mitteilungen aus und für Niedersachsen. Amtsblatt der Ärztekammer für die Provinz Hannover, dem Hannoversches Medizinalblatt. Wirtschaftliche Nachrichten für die gesamten Heilberufe und dem Oldenburger Ärzteblatt zusammen sowie aus dem Bremer Ärzteblatt.